# Чемпионат России по фигурному катанию 1999
Чемпионат России по фигурному катанию на коньках 1999 — соревнование по фигурному катанию среди российских фигуристов сезона 1998—1999 года, организованное Федерацией фигурного катания на коньках России.
На чемпионате 1999 года спортсмены соревновались в мужском и женском одиночном катании, парном фигурном катании и в спортивных танцах на льду.
Проводился чемпионат в Москве с 4 по 7 января 1999 года.

## Результаты

### Мужчины
| Место | Имя                 | TFP  |
| ----- | ------------------- | ---- |
| 1     | Евгений Плющенко    | 2,5  |
| 2     | Алексей Ягудин      | 3,0  |
| 3     | Алексей Урманов     | 3,5  |
| 4     | Алексей Василевский | 8,0  |
| 5     | Роман Серов         | 8,5  |
| 6     | Евгений Артемов     | 9,0  |
| 7     | Станислав Тимченко  | 10,5 |
| 8     | Антон Клыков        | 11,5 |
| 9     | Сергей Давыдов      | 13,5 |
| 10    | Илья Климкин        | 14,0 |
| 11    | Александр Шубин     | 17,5 |
| 12    | Андрей Лезин        | 18,0 |
| 13    | Алексей Федосеев    | 18,0 |
| 14    | Михаил Мясков       | 20,0 |
| 15    | Александр Гончаров  | 23,0 |
| 16    | Иван Мигурин        | 23,5 |

### Женщины
| Место | Имя                  | TFP  |
| ----- | -------------------- | ---- |
| 1     | Мария Бутырская      | 1,5  |
| 2     | Юлия Солдатова       | 3,0  |
| 3     | Виктория Волчкова    | 5,0  |
| 4     | Ирина Слуцкая        | 5,5  |
| 5     | Елена Соколова       | 7,5  |
| 6     | Дарья Тимошенко      | 9,0  |
| 7     | Наталья Рыжова       | 12,5 |
| 8     | Ирина Николаева      | 12,5 |
| 9     | Светлана Букарева    | 14,5 |
| 10    | Светлана Чернышева   | 15,0 |
| 11    | Юлия Лебедева        | 17,0 |
| 12    | Анастасия Ратковская | 18,0 |
| 13    | Ирина Ткачук         | 19,5 |
| 14    | Татьяна Зайцева      | 19,5 |
| 15    | Татьяна Плющева      | 22,0 |
| 16    | Анна Зорина          | 22,0 |

### Пары
| Место | Имя                                     | TFP  |
| ----- | --------------------------------------- | ---- |
| 1     | Елена Бережная / Антон Сихарулидзе      | 1,5  |
| 2     | Мария Петрова / Алексей Тихонов         | 4,0  |
| 3     | Татьяна Тотьмянина / Максим Маринин     | 4,0  |
| 4     | Марина Ельцова / Андрей Бушков          | 5,5  |
| 5     | Алена Мальцева / Олег Попов             | 8,0  |
| 6     | Виктория Максюта / Владислав Жовнирский | 8,5  |
| 7     | Елена Богоспасаева / Олег Пономаренко   | 10,5 |
| 8     | Анна Каверзина / Виталий Дубина         | 12,0 |
| 9     | Виктория Шляхова / Григорий Петровский  | 13,5 |

### Танцы
| Место | Имя                                | TFP  |
| ----- | ---------------------------------- | ---- |
| 1     | Анжелика Крылова / Олег Овсянников | 2,0  |
| 2     | Ирина Лобачева / Илья Авербух      | 4,0  |
| 3     | Татьяна Навка / Роман Костомаров   | 6,2  |
| 4     | Анна Семенович / Владимир Фёдоров  | 7,8  |
| 5     | Ольга Шарутенко / Дмитрий Наумкин  | 10,4 |
| 6     | Нина Уланова / Михаил Стифунин     | 12,5 |
| 7     | Оксана Потдыкова / Денис Петухов   | 13,4 |
| 8     | Елена Павлова / Александр Павлов   | 16,0 |
| 9     | Дарья Пирменова / Евгений Сырчин   | 18,0 |
| 10    | Юлия Козелкова / Сергей Зайков     | 20,0 |
| 11    | Камилла Холматова / Антон Астахов  | 22,0 |